# 池の端藪蕎麦
池の端藪蕎麦（いけのはたやぶそば）は、東京都文京区湯島3丁目にあった蕎麦屋店舗。1954年（昭和29年）創業、2016年（平成28年）閉店。

## 概要

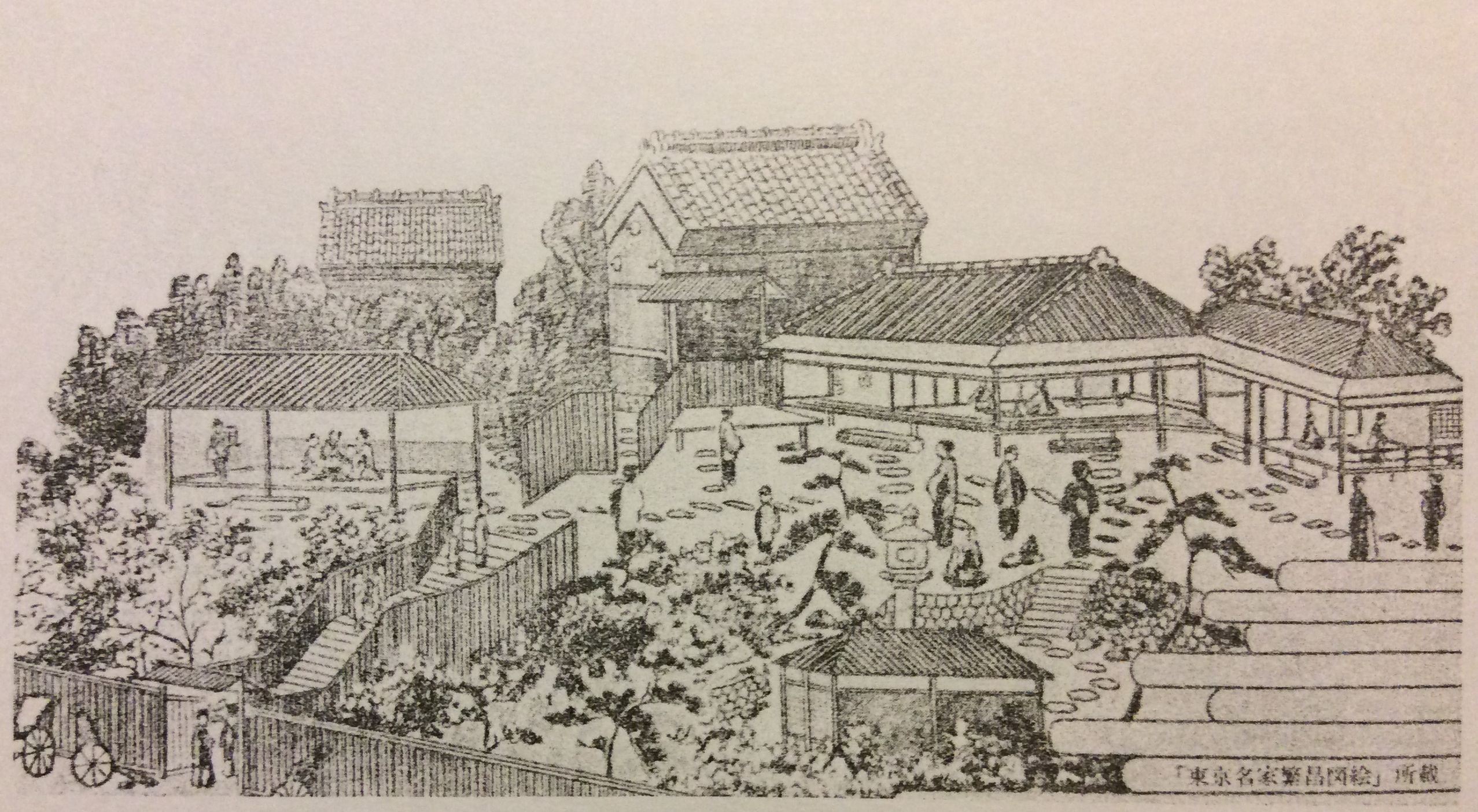
「団子坂藪蕎麦・蔦屋 三輪伝次郎」『東京名家繁昌図絵』明治35年。

「池の端藪蕎麦」は1954年（昭和29年）、並木藪蕎麦の初代・堀田勝三の三男・堀田鶴雄が創業した。
「並木藪蕎麦」は1945年（昭和20年）に第二次世界大戦により焼失したが、1950年（昭和25年）、初代・堀田勝三とその三男・堀田鶴雄により店を再開した。1954年（昭和29年）、日本橋三越の支店を担当していた長男・堀田平七郎が「並木藪蕎麦」に戻ることになり、三男・堀田鶴雄は上野の池之端に新たな支店を開業した。これが「池の端藪蕎麦」の始まりである。
2016年（平成28年）7月、二代目・堀田勝之が体調を崩したため休業し、そのまま閉店した。末期はかなり粗雑なつくりの蕎麦であったという。現在店舗は解体され、跡地にはテナントビルが建っている。
かんだやぶそば及び並木藪蕎麦と共に「藪御三家」の一角を担う店として知られていた。

## 沿革
- 1735年（享保20年） - 『続江戸砂子温故名跡志』5巻[2]に次の記述がある。「雑司谷蕎麦切　ぞうしがや鬼子母神門前茶屋　同所　藪の蕎麦切」 — 菊岡 (1735)より抜粋
  - 鬼子母神の門前茶屋と、茶屋町を離れた藪の中にも蕎麦屋が一軒あったことが分かる。藪の蕎麦は御獄という字にあり、いまの雑司谷一丁目付近と思われる、竹藪が繁茂し俚俗「藪の内」と称した[3]。
- 1833年（天保4年） - 江戸後期の漢学者・松崎慊堂の日記『慊堂日暦』に、「団子坂の千（駄木）蔦屋に入り蕎麦条を食ふ」とゆう条があり、この年にすでに団子坂の「蔦屋」は営業していた。『蕎麦辞典』では、「蔦屋」の創業者は下野国（現・栃木県）喜連川出身の武家、三輪氏としている[4][5]。
- 1854年（安政元年）8月5日 - 後の「神田藪蕎麦」初代・堀田七兵衛生まれる。
- 1861年（万延2年） - 『改正尾張屋板の切絵図』、「小石川谷中本郷絵図」に団子阪（坂）の名が載っている。団子坂は現在の文京区千駄木で、江戸時代からこう呼ばれていた。この坂の近くに「蔦屋」というそば屋があり、「藪そば」と呼ばれていた。もともと「やぶそば」という名は、土地の人たちがつけた俗称で、この坂の周辺には大きな竹藪があった。その竹藪に囲まれてそば屋ということから、「やぶそば」と呼ばれるようになった[6]。
- 1880年（明治13年） - 浅草蔵前のそば屋「中砂」四代目堀田七兵衛は、神田連雀町の「蔦屋」の支店「団子坂支店・藪蕎麦」を譲り受ける。そば屋「中砂」は、当時の蔵前には「砂場」が3軒あり、その真中の店であったため「中砂」と呼んでいた『東京名物志』には、東京の三大「藪そば」に、「蔦屋」、「藪中庵」、「連雀町藪蕎麦」を挙げている。
- 1901年（明治34年） - 『東京名物志』には、当時の東京の有力そば屋9軒を挙げている。その中の「藪そば 本郷区駒込千駄木林町三輪伝次郎」が紹介されている[1]。団子阪字藪下上に在り。都下各区に支店を有し、藪蕎麦の有名なる者先づ指を此家に屈す。名代は蒸籠にして打方最も堅く、蕎麦通の賞賛する所なり。其地亦眺望閑雅にして、庭際奇草あり、古石あり。瀟洒たる離座敷数多く、瀑布其間に在るを以て、往て三伏の苦熱をしょうする者多く、殊に菊花の季候には衆客雑沓し、空しく門外より帰る者少なからず。 — 松本 (1902, 「藪そば 本郷区駒込千駄木林町三輪伝次郎」)より抜粋
- 1906年（明治39年） - 「団子坂藪蕎麦・蔦屋」は、三代目・三輪伝次郎の時に廃業。『蕎麦通』の「明治年間に廃絶した店」の一節には、明治年間の「蔦屋」の敷地の広さは1,600坪ともいわれ、そば屋とは思えない壮大な店だった[7]。前庭に飛瀑を造ってあったので、納涼の客に振まったことは、非常なものであった。客の為に備えた百五十枚の浴衣が、常に不足をしたと言われた位繁昌したものだ。それに団子坂に菊人形の盛った頃には押すな押すなの人出で、この自分のやぶは朝から晩まで人足が絶えなかった。後園一帯は孟宗竹の藪であったので、蕎麦の道具は多く竹細工を用いた。 — 村瀬 (1906, 「明治年間に廃絶した店」)より抜粋
- 1913年（大正2年） - 三男・堀田勝三により浅草並木町に「並木藪蕎麦」を開業。並木町の店は、元は「団子坂藪蕎麦」の支店で「藪金（団子坂藪蕎麦の四天王）」という名のそば屋だったが、初代・堀田七兵衛が譲り受けた。
- 1917年（大正6年） - 「並木藪蕎麦」の長男・堀田平七郎（後の二代目並木藪蕎麦）生まれる。
- 1923年（大正12年） - 三男・堀田鶴雄（後の池の端藪蕎麦初代）生まれる。菊の名所と藪蕎麦で、団子坂は殊に江戸情調が深かった、藪蕎麦没落してより二拾年、菊花檀跡を絶ってより拾六年、斯くて団子坂の名は、在りし昔を、忍ぶよすがに過ぎなくなった。藪蕎麦の一門多きが中に、連雀町の支店は、衆望を負ふて、其の栄ある暖簾を、預るに至ったが、支店とは言へ此処に移ってから、既に四拾余年を経た、一廉の老舗である、評判の宜い盛りとかけの汁は、本節の上ものに、銚子の鬚田で吟製し、塩梅上手に出来て居る、其の特徴とする茶蕎麦は、只色付をしたのみで、敢えて原料が違っている訳ではない。
元来蕎麦は、饂飩粉を混ぜて繋ぎとするも、余りに其量が多ければ、仕事は楽で儲も多い代り、蕎麦の味を悪くするので、信用第一の店では、能ふだけ饂飩粉を尠なくするが、夫れには仕事の困難と、手数とを免れ難い、左れば苟も他より一頭地を抜くからには、啻に汁が甘味しいだけで、藪蕎麦の今日が、築き上げられた訳ではなく、饂飩粉の配合其他に、特別の注意を加へた、蕎麦其のものゝ良質と相待って、その名を揚げたものと言はねばなるまい。（店、神田区連雀町18、電車、須田町下車） — 奥田 (1925, 「菊蕎麦」)より抜粋
- 1927年（昭和2年）11月5日 - 「神田藪蕎麦」初代・堀田七兵衛が74歳で死去。
- 1945年（昭和20年） - 「並木藪蕎麦」が第二次世界大戦により店舗焼失。
- 1947年（昭和22年） - 「神田藪蕎麦」初代堀田七兵衛74歳で死去。
- 1950年（昭和25年） - 「並木藪蕎麦」が営業が再開された。堀田勝三と三男・堀田鶴雄で店を切り回した。
- 1954年（昭和29年） - 長男・堀田平七郎は日本橋三越の支店を担当していたが、「並木藪蕎麦」に戻ることになり、三男・堀田鶴雄は上野の池之端に店を出した、現在の「池の端藪蕎麦」の始まりである。
- 1956年（昭和31年）3月18日 - 「並木藪蕎麦」初代・堀田勝三が69歳で死去。二代目・堀田平七郎が継いだ。平七郎は東京のそば屋組合の蕎麦技術研修講座の講師を務めるなど、そば屋の技術向上に貢献した。
- 1972年（昭和47年） - 木造2階建の店舗を鉄筋コンクリート造4階建てのビルに建替える。
- 1992年（平成4年） - 「並木藪蕎麦」二代目・堀田平七郎75歳で死去。平七郎には嗣子がなかったため、最後の弟子の堀田浩二（旧姓・原）が養子となり三代目を継いだ。
- 2016年（平成28年） - 三代目・堀田勝之が「池の端藪蕎麦」の暖簾を継いでいたが、体調を崩したため休業し療養、店を閉店した（2016年7月現在）。

## 交通アクセス
鉄道
- JR山手線・京浜東北線 - 上野駅より徒歩8分、御徒町より徒歩6分。
- 京成本線 - 京成上野駅より徒歩5分。
- 都営大江戸線 - 上野御徒町駅より徒歩3分。
- 東京メトロ千代田線 - 湯島駅より徒歩4分、東京メトロ銀座線 - 上野駅より徒歩6分、上野広小路駅より徒歩4分。

### 近隣施設
- 上野駅
- 京成上野駅
- 御徒町駅
- 上野御徒町駅
- 湯島駅
- 不忍池
- 上野恩賜公園
- 湯島天満宮
- 台東区立黒門小学校
- 鈴本演芸場
- 松坂屋上野店
- アメヤ横丁